# Le Marais (Parijs)
Le Marais, moeras in het Frans, is een wijk van Parijs, verdeeld over het 3e en 4e arrondissement.

## Geschiedenis
Het moeras ter plaatse werd aan het begin van de Middeleeuwen drooggelegd. Karel van Anjou, broer van de koning, bouwde er in de dertiende eeuw een paleis (ter hoogte van de huidige rue de Sévigné). Vanaf de veertiende eeuw was ook het koninklijk paleis in deze wijk gevestigd. Karel V van Frankrijk verhuisde zijn hofhouding naar het Hôtel Saint-Pol. Onder Karel VII van Frankrijk verhuisde het hof naar het Hôtel des Tournelles en dit bleef zo tot de dood van Hendrik II van Frankrijk in 1559. Later werd op die plaats de Place des Vosges aangelegd. Ook vele edelen lieten er stadspaleizen bouwen. Vanaf de zeventiende eeuw verlieten die Le Marais voor de nieuwe wijken Saint-Germain en Saint-Honoré.
Vroeger werd de buurt vooral door groothandels gekenmerkt, er werden lederwaren verhandeld, en was het een Joodse buurt. Le Marais is in de 19e eeuw grotendeels behouden gebleven in tegenstelling tot andere delen van de stad waar onder leiding van Haussmann grote werken gebeurden. De wijk kende vanaf de negentiende eeuw een scherpe achteruitgang. Vanaf 1962 met de wet Malraux werd de wijk terug opgewaardeerd. Er kwamen musea, antiek- en kunsthandels en modehuizen.

## Bezienswaardigheden
- Place des Vosges, met het huis van Victor Hugo
- Musée Carnavalet
- Musée Picasso
- Hôtel de Sens
- Église Saint-Paul

## Galerij

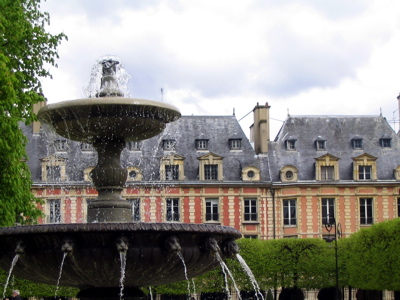
Place des Vosges
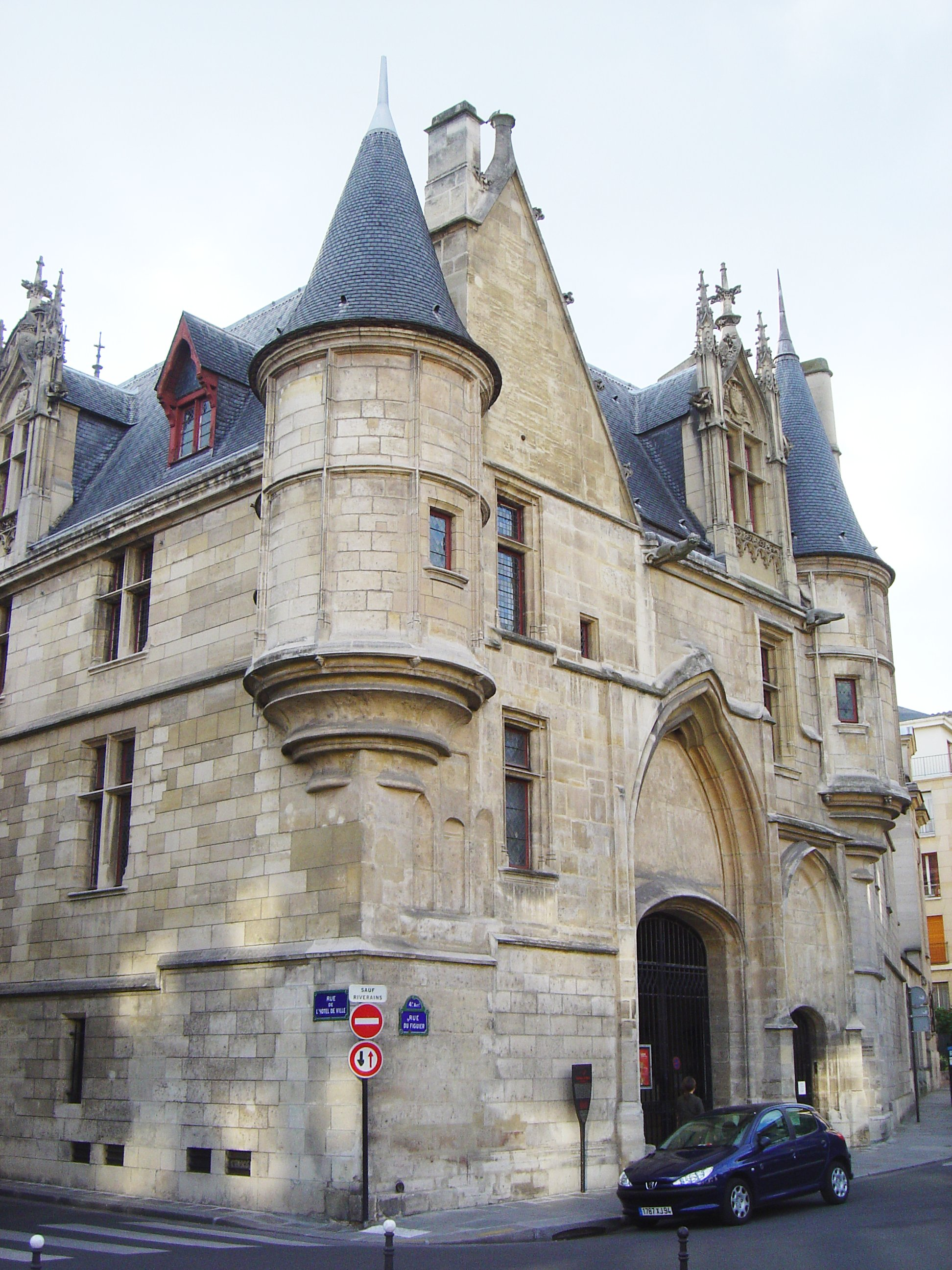
Hôtel de Sens